# Дыренкова, Надежда Петровна
Наде́жда Петро́вна Дыренко́ва (31 мая 1899, дер. Соснинка Новгородского уезда Новгородской губернии — 28 октября 1941, Ленинград) — советская этнограф, тюрколог-лингвист, фольклорист.

## Биография
Родилась 31 мая 1899 г. в деревне Соснинка Новгородской губернии в семье крупного лесопромышленника Петра Фёдоровича Дыренкова (владевшего несколькими домами в Санкт-Петербурге). Отец скончался в 1910 году, оставив троих детей (Надежду, её брата и сестру) на попечении матери — Марии Петровны.
Получила блестящее домашнее образование. В 1916 году окончила гимназию в Петрограде и почти сразу начала работать, чтобы самой «встать на ноги» и оказать помощь
своей семье». В 1918 в связи с трудным материальным положением семьи работает учителем г. Луга в Советской трудовой начальной школе. В 1920 направлена в Ленинградский педагогический институт, откуда перевелась на этнографический факультет Географического института, который закончила в 1925.
Под руководством Л. Я. Штернберга и В. Г. Богораза занималась этнографией, языками тюркских народов Сибири — у выдающихся тюркологов: академика А. Н. Самойловича и профессора С. Е. Малова. Сильное влияние на научное мировоззрение также оказал Ф. Боас.
Кандидат этнографии (1935), доцент этнографического отделения Ленинградского государственного университета. Специалист по языку и культуре тюркских народов. Старший научный сотрудник Музея антрополологии и этнографии (сейчас Музея антропологии и этнографии имени Петра Великого (Кунсткамера) РАН, Санкт-Петербург).
Автор нескольких грамматик тюркских языков народов Сибири (шорской, хакасской, ойротской), а также серии статей по шаманству, традиционному мировоззрению и социальной организации народов Алтая, первого корпуса шорских фольклорных текстов («Шорский фольклор», 1941).
Умерла за своим рабочим столом в блокадном Ленинграде.
Профессор Н. Н. Поппе в работе «Введение в алтайское языкознание» (Висбаден, 1965) внес Н. П. Дыренкову в список выдающихся тюркологов мира (всего 29 фамилий).